# هنري جي. بي. كامينغز
هنري جي. بي. كامينغز هو صحفي ومحامي وسياسي أمريكي، ولد في 21 مايو 1831 في نيوتن في الولايات المتحدة، وتوفي في 16 أبريل 1909 في وينترست في الولايات المتحدة. نشط حزبياً في الحزب الجمهوري. وقد انتخب عضو مجلس النواب الأمريكي ‏.